# 泰山专区
泰山专区，中共政权在山东抗日根据地设置的专区，延续至1950年。
1940年由鲁中南行政区设置。在今山东省中部。辖泰安、莱芜、泰宁、章丘、历城、新泰等县。专员公署驻泰安县（今市）。1950年撤销，改设泰安专区。